# El hombre sin gravedad

El hombre sin gravedad es una película del 2019 dirigido por Marco Bonfanti. Ha sido presentado a la Fiesta del Cine de Roma de 2019 y está distribuido en el mundo por Netflix.

## Trama
Óscar, nacido en una clínica de Italia en los años '80, durante una noche turbulenta, manifiesta desde los primeros segundos de vida una característica particular: flotar. Vuela en el cuarto del hospital, sostenido por el cordón umbilical, dejando a la mamá y la abuela sorprendida y literalmente con la boca abierta. Óscar padece de “leggerezza”, una particularidad que le permite de flotar como un globo con helio. Para los años '90, las dos mujeres custodian este secreto sin revelarlo a ningún, sólo una niña de nombre Ágata sabe que Óscar tiene esta especie de don. Hasta cuando Óscar, en torno al año 2010 (periodo de máxima expansión de la televisión) y ahora ya vuelto adulto y con su abuela muerta, decide revelar al mundo su secreto y su identidad para sentirse aceptado por todos al menos una vez en su vida y tener la libertad de ser finalmente él mismo. Como un Pinocchio moderno, se adentrará en el circo mediático acompañado por un mánager sin escrúpulos, que lo llamará también un nombre a nivel internacional: El Hombre sin Gravedad. Después de un inicio meteórico, Óscar entenderá pronto que sólo lo estaban explotado como un freak y huirá. A nuestros días y con su madre muerta, intentará rehacerse una vida oculto y trabajando como recepcionista de un motel, entre los que la sociedad considera de los últimos, los ladrones y las prostitutas. Pero todo cambia cuando, entre estos desamparados, encontrará de nuevo el amor de su infancia, Ágata, quien está trabajando como prostituta. Tras un tiempo saliendo juntos, regresan a su pueblo natal, donde se quedan a vivir una vida honrada. En la última escena de la película, se muestra que Ágata está embarazada y que Óscar ahora trabaja de limpiador de vidrios de rascacielos, uno de los cuales tiene en un piso alto un ancianato, y visita a los ancianos disfrazado de Batman, el héroe de su infancia.

## Promoción
El 14 de octubre de 2019, en concordancia con el anuncio de la participación a la Fiesta del Cine de Roma, ha sido difundido a nivel global el tráiler aparte de Netflix.

## Distribución
La película ha sido distribuida en las salas cinematográficas italianas de Fandango como acontecimiento especial el 21, 22 y 23 de octubre de 2019 y del 1 de noviembre del mismo año de Netflix por todo el mundo.